# Søra Ospøy
Søra Ospøy est une île norvégienne du comté de Hordaland appartenant administrativement à Bømlo.

## Description
Rocheuse et couverte d'une légère végétation sur les deux tiers de sa surface et de forêt ailleurs, elle s'étend sur environ 643 mètres de longueur pour une largeur de 278 mètres. Sa superficie est de 114 151,10 m2.

## Histoire
Au début du XIXe siècle, une ferme y est établie. Au recensement de 1900, la population est alors de 7 personnes,.